# Patologia clínica
O Patologista Clínico é o médico especialista em Medicina Laboratorial, que obteve sua titulação através de atendimento a critérios técnicos estabelecidos pela Sociedade Brasileira de Patologia Clínica/Medicina Laboratorial (SBPC/ML), fundada em 31 de maio de 1944.
Através da realização de exames laboratoriais, a Patologia Clínica/Medicina Laboratorial fornece informações ao médico, de modo a proporcionar-lhe os meios necessários para atuar na prevenção, diagnóstico, tratamento, prognóstico e acompanhamento das enfermidades em geral. Para atingir esse propósito, o médico depende, essencialmente, da rapidez, precisão e exatidão dos valores fornecidos pelos laboratórios.
Atualmente, a prática da Patologia Clínica/Medicina Laboratorial está necessariamente associada à participação em Programas de Controle Externo e Interno da Qualidade. Desde 1978, a SBPC/ML supervisiona Programas dessa natureza. Eles permitem detectar erros analíticos antes da liberação de resultados, além de assegurarem a exatidão dos resultados que serão fornecidos aos clientes. Isto ocorre graças a análise de controles (sangues-controle), cujos resultados são conhecidos previamente e devem ser comparados aos encontrados pelos laboratórios. Caso isto não ocorra, o laboratório terá que, necessariamente, reavaliar seu sistema analítico antes de proceder as análises de amostras de seus clientes.
O exercício da Patologia Clínica/Medicina Laboratorial obedece às normas do Código de Ética Médica em vigor, independente da função ou cargo ocupado pelo médico. Para o médico se tornar especialista é necessário a realização de um estágio em serviço durante 3 anos com acompanhamento supervisionado. A especialidade vai ser obtida quando for concluído os critérios  técnicos estabelecidos pela Sociedade Brasileira de Patologia Clínica/Medicina Laboratorial (SBPC/ML) tendo por objetivo auxiliar  médicos de diversas especialidades no diagnóstico e acompanhamento clínico de estados de saúde e doença, através da análise de sangue, urina, fezes e outros fluidos orgânicos.
No Brasil a especialidade é reconhecida pela Associação Médica Brasileira (AMB) e o Conselho Federal de Medicina (CFM) com o nome de patologia clínica ou análises clínicas.

## A patologia clínica apresenta as subespecialidades
- Química clínica --- Ocupa-se em analisar os componentes químicos do sangue, urina e fluidos orgânicos.
- Hematologia --- Analisa os componentes celulares do sangue, e eventualmente de outros fluidos orgânicos.
  - Imunohematologia --- Avalia as reações imunes dentro do sangue, especializando-se na análise dos antígenos eritrocitários e suas interações com os respectivos anticorpos. Reveste-se de importância particular na Hemoterapia ou medicina transfusional.
- Imunologia (sorologia) --- Avalia o sangue (e eventualmente outros fluidos orgânicos) e componentes, através de suas interações imunológicas, ou seja, das reações antígeno - anticorpo.
- Microbiologia --- Estuda a flora microbiológica humana normal e patológica, detectando a presença de vírus, bactérias e fungos em amostras de procedência humana. Este estudo pode se estender também à análise dos microorganismos presentes nos ambientes ocupados pelo ser humano e objetos por ele utilizados.
  - Bacteriologia --- Subespecialidade da microbiologia cujo objeto de estudo são as bactérias, incluindo sua identificação, caracterização e avaliação de susceptibilidade a antimicrobianos.
  - Micologia --- Subespecialidade da microbiologia que estuda os fungos e micotoxinas.
  - Virologia --- Subespecialidade da microbiologia que se ocupa da a análise dos vírus.
- Parasitologia --- É a subespecialidade da Patologia Clínica que analisa as características dos parasitas externos (ectoparasitas) e internos (endoparasitas) do homem. Inclui o estudo dos protozoários parasitas sistêmicos --- como os plasmódios (causadores da malária), através de métodos de detecção direta e indireta, o estudo dos artrópodes parasitas e a coprologia ou estudo macroscópico, microscópico e químico das fezes com o objetivo de se determinar o diagnóstico e prognóstico de doenças e parasitoses do sistema gastrointestinal.
- Uranálise --- Analisa a urina e, eventualmente, outros fluidos orgânicos.
- Biologia molecular --- Compreende o estudo especializado de biomoléculas, tais como o DNA e RNA.
- Genética Bioquímica --- Estuda, através de análises bioquímicas, as anomalias genéticas caracterizadas como erros inatos do metabolismo.

As modernas exigências de qualidade dos resultados em análises clínicas fizeram surgir o que hoje já é por alguns considerada uma nova subespecialidade, a garantia de qualidade. Esta opera sobre todas as demais, visando a manter a excelência das análises, incluindo a  sua precisão e exatidão, e o melhoramento continuado em todos os seus aspectos. Usa como instrumentos principais a estatística e a criação e análise de indicadores de qualidade.

## Profissionais envolvidos
No Brasil e em Portugal, podem atuar como responsáveis técnicos por laboratórios de análises clínicas:
1. O Médico patologista clínico;
2. O Biólogo com formação superior, habilitado em análises clínicas através da comprovação de um currículo direcionado efetivamente realizado e registro no conselho regional de biologia (Brasil) ou ordem dos biológos (Portugal);
3. O Biomédico especialista em análises clínicas, com registro no conselho regional de biomedicina. Estima-se que mais de 80% dos profissionais formados no curso possuam habilitação em análises clínicas;
4. O Bioquímico com especialização em química clínica, diagnóstico molecular, biologia molecular clínica, toxicologia ou equivalentes, nos termos do artigo quarto do decreto-lei 85.877 de 1981 e conforme registro no conselho regional de química (Brasil) ou ordem dos biológos (Portugal). A profissão existe tanto no Brasil quanto em Portugal.
5. O Farmacêutico generalista com especialização em análises clínicas e registro no conselho regional de farmácia (Brasil) ou Ordem dos farmacêuticos (Portugal).

No seu trabalho, estes profissionais poderão  interagir com outros , dentre eles:
- Nível superior:
  - Cirurgião-dentista
  - Médico veterinário
  - Engenheiro biomédico
  - Bioinformata e/ou cientista da computação
- Nível médio:
  - Auxiliar técnico de laboratório.
  - Técnico de laboratório de análises clínicas.
  - Biotécnico.

São compartilhadas com estes profissionais, até o limite de responsabilidade de cada um, as diversas atividades e competências necessárias ao bom desempenho do ofício. As atribuições de cada profissional, bem como os limites de sua atuação, podem ser consultadas na CBO - Classificação Brasileira de Ocupações, no site do Ministério do Trabalho e Emprego.
Mediante a modernidade tecnológica que significa, hoje em dia, a automação e a informatização da maioria dos processos de análise, deve também o profissional possuir conhecimentos básicos nas áreas de engenharia e informática, que viabilizem sua interação freqüente com os respectivos profissionais, também comumente envolvidos como auxiliares valiosos em todos os processos de análise.

## Ambiguidades e Comentários
Existem certas ambiguidades envolvendo a patologia clínica que devem ser comentadas:
1. O especialista médico em hematologia e hemoterapia, habilitado a efetuar alguns procedimentos especializados como biopsia de medula óssea, é  o profissional médico que realiza diagnóstico e acompanhamento clínico em patologias envolvendo oncologia hematológica, hemoterapia e coagulação/hemostasia. Este especialista normalmente não está habilitado em patologia clínica (a menos que também dotado de formação específica nesta área), fazendo portanto uso de seus serviços como cliente médico.
2. A análise da celularidade de certos fluidos orgânicos, como o líquido sinovial, o líquido cérebro-espinhal ou líquor, o líquido ascítico ou peritoneal, o fluido pleural e o fluido seminal podem ser compreendidos como escopo tanto da subespecialidade de hematologia como da urinálise. Estas análises incluem também a caracterização bioquímica desses fluidos, que recorre a técnicas próprias da bioquímica. Fala-se portanto em hematologia e análise de fluidos orgânicos ou urinálise e análise de fluidos orgânicos.
3. A patologia cirúrgica, também conhecida como anatomia patológica, é uma especialidade médica que interage com a patologia clínica, e compreende caracteristicamente a análise de matériais sólidos de origem humana, obtidos por meio de biopsia ou necrópsia. O patologista cirúrgico usualmente não é habilitado em patologia clínica, a não ser que também tenha desenvolvido formação específica na área, embora eventualmente uma especialidade possa emprestar técnicas características da outra.
4. A especialidade de química clínica encontrada nos Estados Unidos corresponde grosseiramente à bioquímica no Brasil. Entretanto não temos no Brasil uma Associação exclusiva como a American Association of Clinical Chemistry.
5. No Brasil, o médico patologista clínico passa por uma formação que inclui, além dos 6 anos regulamentares do curso superior em medicina, mais três anos de residência médica, sendo 1 ano em clínica médica e 2 anos em laboratório de análises clínicas.  Lei nº 7.135, de 26 de outubro de 1983, Lei nº 6.686, de 11 de setembro de 1979, Representação nº 1.256-5/DF, Resolução nº 86, de 24 de junho de 1986 do Senado.  Por sua vez, o farmacêutico patologista clínico o  realiza análises e emiti laudos nas áreas de Análises Bromatológicas, Banco de Sangue, Biologia Molecular, Bioquímica, Genética, Hematologia, Imunologia, Microbiologia, Microbiologia de Alimentos, Parasitologia, Saúde Pública e Virologia. Estando apto a atuar na coleta, armazenamento e transporte de amostras biológicas para a realização dos mais diversos exames, bem como supervisionar setores responsáveis por tais procedimentos.  Exceções: É vedado ao farmacêutico atuar na coleta de materiais para biopsia, coleta de líquido céfalo-raquidiano (líquor), punção para obtenção de líquidos cavitários.   A habilitação em Patologia Clínica (Análises Clínicas) ainda permite ao farmacêutico:  Análises microbiológicas de água.  • realizar exames e análises físicoquímicas e microbiológicas de água de interesse para o saneamento do meio ambiente, emitindo os respectivos laudos, ficando sob sua responsabilidade técnica o controle de qualidade e tratamento; • controlar o monitoramento e análise de água a começar pela captação de efluentes, bem como, de todos os segmentos que dela utiliza (indústrias, domiciliares, hotéis, clubes, balneários etc.), passando pelo processo de tratamento até distribuição final, tanto humano como ambiental.  Fonte: Conselho Federal de Farmácia. (CFF)
6. O farmacêutico brasileiro, após vários encontros internacionais que tratavam dos cuidados primários de saúde e seis seminários nacionais sobre currículo de farmácia, teve em 2002 e em 2017 uma reformulação  em suas diretrizes curriculares e de ensino. Essa modificação regulamentou a formação do farmacêutico com o foco na formação de um profissional de saúde e para também no Sistema Único de Saúde. Além disso, a reforma eliminou a nomenclatura de  Farmácia-Bioquímica uma errônea associaçaõ entre os termos análises clínicas e bioquímica. Este erro gerou na sociedade a falsa noção de que bioquímica seria sinônimo de análises clínicas. Alguns dos antigos farmacêuticos-industriais e farmacêuticos-bioquímicos que preferiam o ensino centrado em habilidades tecnológicas, com menos inserção de habilidades humanistas e de saúde pública, preferiram fomentar a criação dos bacharelados em Bioquímica, a exemplo do que ocorre em diferentes países da europa, américa latina e EUA. Assim sendo, são hoje, profissionais diferentes o Bioquímico (profissional da química) e o Farmacêutico (profissional da saúde), sem contudo prejuízo a atuação do farmacêutico em análises clínicas e patologia clínica e sem contudo eliminar o Bioquímico da sua atuação em análises clínicas e patologia clínica, dentro de suas características curriculares e de regulamentação. De fato, o farmacêutico pode atuar, por regulamentação, em todas as especialidades das análises clínicas e patologia clínica, enquanto que o bioquímico, por regulamentação, está limitado a atuação dentro de um escopo mais químico das especialidades das análises clínicas e patologia clínica. Entre as vantagens desse arranjo está uma melhor uniformização e união da classe farmacêutica.[1][2]